# Chwałowice (gmina)

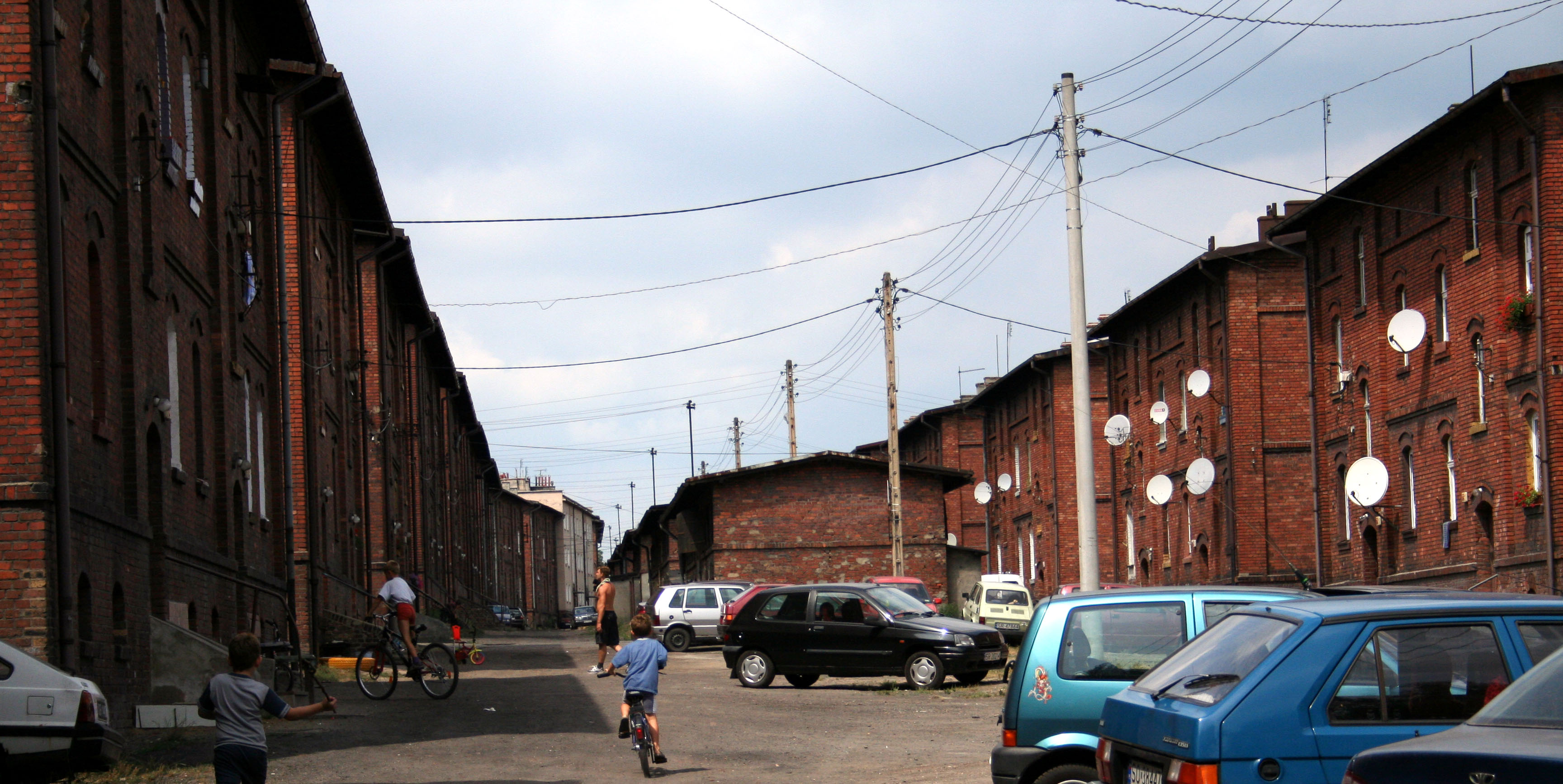
Familoki w Chwałowicach

Chwałowice – dawna gmina wiejska istniejąca w latach 1945–1954 w woj. śląskim, katowickim i stalinogrodzkim (dzisiejsze woj. śląskie). Siedzibą władz gminy były Chwałowice (obecnie dzielnica Rybnika).
Gmina zbiorowa (o charakterze jednostkowym) Chwałowice powstała w grudniu 1945 w następstwie reformy gminnej w powiecie rybnickim w woj. śląskim (śląsko-dąbrowskim). Według stanu z 1 stycznia 1946 gmina składała się z samej siedziby i nie była podzielona na gromady. 6 lipca 1950 zmieniono nazwę woj. śląskiego na katowickie, a 9 marca 1953 kolejno na woj. stalinogrodzkie.
Według stanu z 1 lipca 1952 gmina składała się w dalszym ciągu z samych Chwałowic. Gmina została zniesiona 29 września 1954 wraz z reformą wprowadzającą gromady w miejsce gmin. Chwałowice uzyskały później status osiedla (13 listopada 1954) i miasta (1 stycznia 1967). 1 stycznia 1973 miasto stało się częścią Rybnika.
Nie mylić z dawną pobliską gminą Chwałęcice.